# Kalinyinszkajai járás

A Kalinyinszkajai járás a Krasznodari határterületen

A Kalinyinszkajai járás (oroszul Калининский муниципальный район) Oroszország egyik járása a Krasznodari határterületen. Székhelye Kalinyinszkaja.

## Népesség
- 1989-ben 45 111 lakosa volt.
- 2002-ben 50 161 lakosa volt, melyből 45 692 orosz (91,1%), 1 068 örmény, 1 048 ukrán, 280 német, 171 cigány, 169 fehérorosz, 99 tatár, 61 grúz, 41 azeri, 25 görög, 24 adige, 1 török.
- 2010-ben 50 691 lakosa volt, melyből 46 501 orosz, 1 011 örmény, 681 ukrán, 550 kurd, 241 cigány, 216 udmurt, 209 lezg, 186 német, 118 fehérorosz, 115 tatár, 57 moldáv, 56 grúz, 38 mordvin, 34 asszír, 34 mari, 31 azeri, 28 csuvas, 28 tabaszaran, 24 görög, 24 tadzsik, 17 adige stb.

Az örmények százalékos aránya Sztarovelicskovszkaja településen haladja meg jelentősen a járási összességben kimutatható arányszámukat.